# Skillet
Skillet (prononcé en anglais : [ˈskɪlɪt]) est un groupe de rock et de metal américain, originaire de Memphis, dans le Tennessee. Durant les douze dernières années, Skillet étend son style à différents genres de rock et de metal incluant chrétien, alternatif, hard rock, et metal symphonique. Skillet intègre dans ses morceaux le son des violons, comme dans Comatose, Awake and Alive ou encore Rebirthing. Skillet effectue de différents changements dans sa formation au fil des années, le fondateur John Cooper étant le membre le plus ancien du groupe.

## Biographie

### SkilletetHey You, I Love Your Soul(1996–1999)
Skillet est formé en 1996 par John Cooper, ancien chanteur du groupe de rock Seraph, et Ken Steorts, ancien guitariste du groupe Urgent Cry. Les deux groupes se réunissent lors d'une tournée, mais se séparent peu de temps après afin que John et Ken puissent former leur propre groupe. Ils décident de nommer leur groupe Skillet, et sont rejoints par Trey McClurkin, qui endosse le rôle de batteur temporaire. La même année, ils publient un premier album homonyme, qui est relativement bien accueilli par la presse spécialisée.

### Invincible,Ardent WorshipetAlien Youth(2000–2002)
Peu de temps avant que le groupe commence à enregistrer son troisième album, Invincible, Ken Steorts quitte le groupe pour être avec sa famille et lancer Visible Music College, un collège ministère de la musique moderne situé à Memphis. Kevin Haaland rejoint alors le groupe en tant que nouveau guitariste. La même année, Korey Cooper rejoint le groupe de manière permanente, et joue du clavier pour l'enregistrement de Invincible. En raison de ce changement, le style musical de Invincible sonne plus électronique, certaines chansons comme You Take My Rights Away ou Invincible s'apparentant clairement à du metal industriel. Peu de temps après la sortie de Invincible le 1er février 2000, le batteur Trey McClurkin quitte le groupe, et est remplacé par Lori Peters.
Le groupe publie son quatrième album, Ardent Worship, le 29 septembre 2000, un album au son bien calme par rapport aux précédents, accordant beaucoup plus d'importance aux claviers, les autres instruments étant dans la plupart des pistes peu audibles. Moins d'un an plus tard, le 28 août 2001, sort le cinquième album de Skillet, Alien Youth. Il s'inscrit dans la lignée de l'album Invincible, mêlant sonorités metal et electro propres au groupe, parfaitement reconnaissables dès la première piste éponyme. Cet album contient, cependant, également des passages mélodiques, comme dans The Thirst is Taking Over ou Will You Be There (Falling Down). Le premier single de ce cinquième album, Alien Youth, est un succès majeur sur le marché et mène Skillet à effectuer ses premiers concerts en tête d'affiche. Entretemps, le guitariste Kevin Haaland est remplacé par Ben Kasica.

### Collide(2003–2005)
En 2003, Collide, le sixième album studio du groupe, est publié au label Ardent Records, et comprend dix singles, dont Savior et Collide. Cet album est extrêmement populaire, et attirera par la suite l'attention de Andy Karp, le chef de l'A&R de Lava Records. En 2004, les droits de Collide sont achetés par Lava Records, une empreinte d'Atlantic Records. Le 25 mai 2004, Collide est réédité par Lava Records, avec Open Wounds comme une piste ajoutée. L'album est nommé dans la catégorie de « meilleur album de rock gospel » en 2005. Collide était encore un autre changement musical pour le groupe. P.O.D. est cité comme source d'inspiration pour le groupe pour Collide.

### Comatose(2006–2008)
Comatose, le septième album de Skillet est publié le 3 octobre 2006. Il est composé des singles Rebirthing, Whispers in the Dark, Comatose, The Older I Get, Those Nights, The Last Night et Better than Drugs. L'album débute à la 55e place du Billboard 200 et à la 4e des US Top Christian Albums. En janvier 2008, Skillet annonce le départ de leur batteuse, Lori Peters, qui souhaite commencer une nouvelle vie. Cependant, pendant la saison de Noël 2007, elle prend le temps de former la prochaine batteuse de Skillet, Jen Ledger. Le 21 octobre 2008, le groupe publie le coffret CD/DVD Comatose Comes Alive. Il comprend le concert effectué le 8 mai 2008 à Chattanooga, dans le Tennessee. L'album Comatose est certifié disque d'or par la RIAA le 3 novembre 2009.

### AwakeetAwake and remixed EP(2009–2011)
Skillet annonce son retour en studio d'enregistrement, le 12 janvier, pour finaliser leur nouvel album, avec le producteur Howard Benson. Ils ajoutent deux chansons, Hero et Monster, dans leur liste, le 2 avril 2009, à Evansville, dans l'Indiana, dans le cadre de leur tournée Comatose 2009. Awake, le huitième album de Skillet qui comprend douze chansons, est publié le 25 août 2009. Il atteint la deuxième place du Billboard 200 avec autour de 68 000 exemplaires vendus dans la première semaine. Monster est publié en single le 14 juillet 2009. Contrairement à ce que pense le public, Hero n'est pas premier single de l'album, comme le révèle John Cooper. Ils publient également une version deluxe accompagnée de deux chansons supplémentaires, Dead Inside et Would It Matter. La chanson Hero est utilisée pendant la première partie de la saison 2009 à la NFL entre les Steelers de Pittsburgh et les Tennessee Titans. Monster devient, elle, la chanson-thème à l'événement WWE Hell in a Cell, et Hero devient la chanson-thème aux événements Tribute to the Troops et Royal Rumble 2010 ; ces deux chansons sont d'ailleurs incluses dans la bande-son du jeu vidéo WWE SmackDown vs. Raw 2010.
Skillet est nommé pour six Dove Awards à la 41e édition des GMA Dove Awards,. Awake est certifié disque d'or le 2 juillet 2010. En 2010, Ardent Records publie The Early Years, une collection de leur chansons enregistrées entre 1996 et 2001. Le 12 novembre, Skillet publie iTunes Sessions EP, qui comprend des chansons issues de Comatose et Awake. Monster est certifié disque d'or un jour plus tard.
Le 2 mars 2011, Skillet dévoile la pochette de l'album. John Cooper explique que l'idée provient de Korey Cooper et Ben Kasica. L'album est publié le 22 mars. Awake est récompensé du Top Album Christian Award aux Billboard Music Awards 2011, et la chanson Awake and Alive est annoncée sur la bande-son du film Transformers 3 : La Face cachée de la Lune en mai 2011.

### Riseet Vital Signs (2011–2013)
Le 21 juin 2011, John Cooper poste sur son compte Twitter que le groupe répétait une nouvelle musique et qu'ils se préparaient pour un nouvel album. Lors d'une séance de questions avant un concert, John annonce qu'ils pourraient faire un nouvel enregistrement pour un nouvel album en janvier/février 2012. Cependant, le groupe a ensuite été programmé en tête d'affiche du WinterJam Tour. En janvier 2012, Skillet annonce qu'ils ne seront pas en tournée pour la majeure partie de l'été afin qu'ils puissent enregistrer leur nouvel album. La sortie de ce dernier est provisoirement prévue pour septembre de cette même année.
Dans une interview du 26 janvier 2013, à Beaumont, dans le Texas, John Cooper annonce le titre du nouvel album, Rise, et sa date de sortie pour mai 2013, qui est plus tard repoussée au 25 juin 2013. Le premier single de l'album, Sick of It, est diffusé à la radio rock américaine le 23 avril 2013. Il est confirmé plus tard que ce premier single sortira le 9 avril 2013. L'album débute quatrième du Billboard 200, et premier dans les catégories Top Rock Album et Christian Album avec 60 000 exemplaires vendus aux États-Unis au cours de la première semaine de la sortie de l'album. Malgré une poignée de critiques négatives, il s'agit d'une amélioration par rapport au dernier album du groupe, Awake.

Le 13 octobre 2013 sort l'album "Vital Signs", une compilation des 10 morceaux ayant le plus de succès .On retrouve des classiques comme "Monster" ,"Hero" ou même "Awake and Alive"

### UnleashedetFeel Invincible EP(2015-2019)
Le 20 mai 2016 est annoncé le titre de l'album, Unleashed, ainsi que sa date de sortie: le 5 août 2016. Une vidéo lyrique de Feel Invincible est également publiée. Le 26 mai, le clip lyrique de Stars est de même publié. La WWE annonce le 7 juillet avoir choisi le titre Feel Invincible comme thème officiel du WWE Battleground. Le 8 juillet, le titre Back from the Dead est mis en vente en ligne. Le 5 août 2016, l'album est, comme prévu, publié avec ses 12 titres.
Les clips vidéos de Feel Invincible,  Back From the Dead et Stars sont respectivement publiés sur YouTube les 29 juin 2016, 15 mars 2017 et 9 septembre 2016. On peut également trouver le making-of du clip de  Back From the Dead, qui a été posté le 3 avril 2017 sur le même site.
Entre-temps, Skillet sort un EP contenant 5 remix de Feel Invincible

### Victorious(2019-2020)
Lors du Billboard Music Award 2019, le groupe a annoncé la sortie d'un nouvel album appelé Victorious, prévu pour le 
2 août 2019. En plus de la sortie de la chanson Legendary, le clip étant disponible sur YouTube. En septembre 2019 Legendary devient le thème officiel de WWE Raw

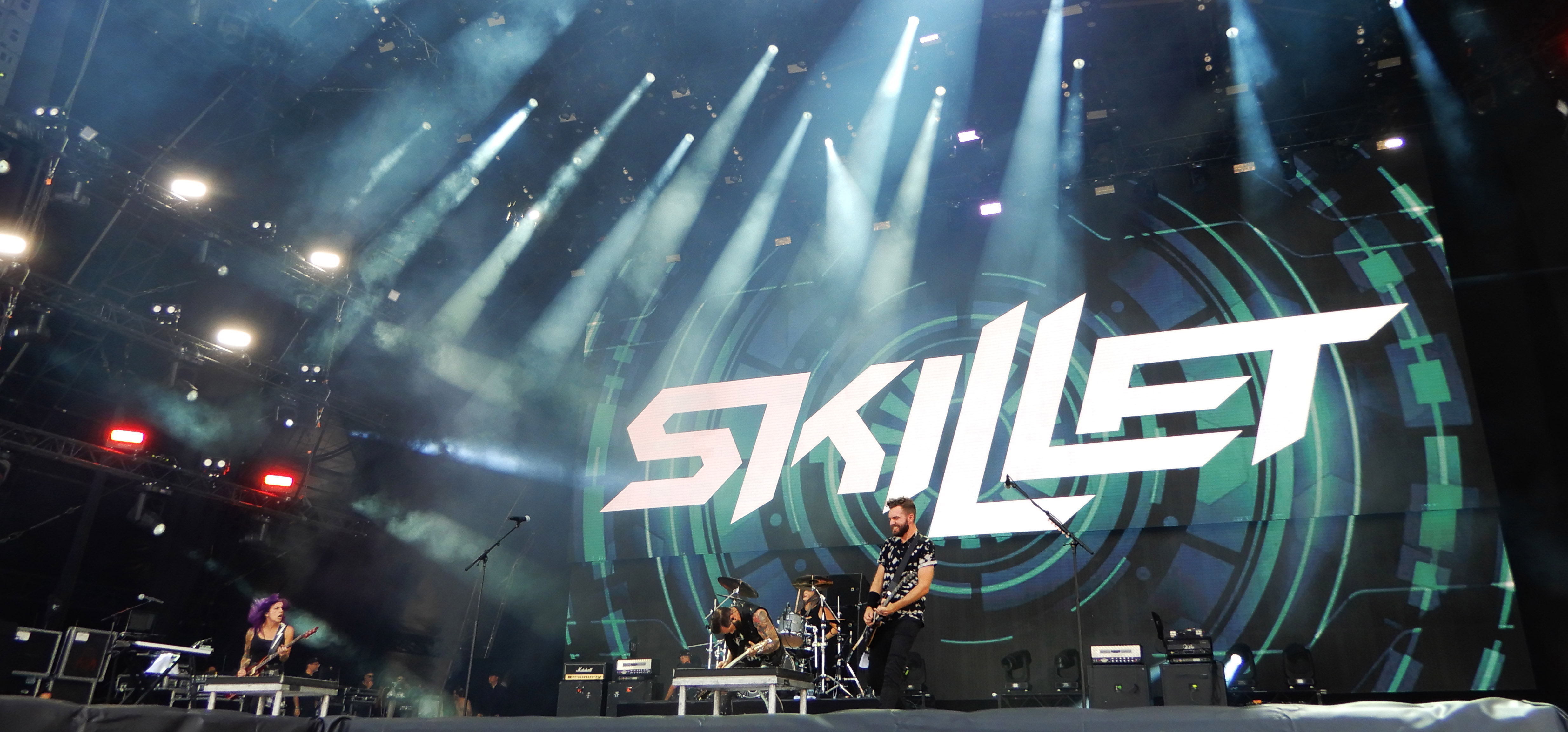
Skillet au Hellfest 2022

Le 14 juin, le groupe publie sur YouTube 2 clips de chansons, Save me et Anchor, et le 26 juillet You Ain't Ready
Le 8 août 2019 sort 8 chansons afin de compléter l’Album 
Le 24 juillet 2020 Skillet annonce la version Deluxe de Victorious, "Victorious the Afthermath" contenant 3 nouvelles chansons (Sick and empty , Dreaming of Eden et Dead man Walking) mais également 3 remix de chansons sorties dans l’album de base ( Victorious, Reach et Legendary) 
En septembre 2021, le groupe sort le single Surviving the Game et annonce la sortie d'un nouvel album, Dominion, prévu pour le 15 janvier 2022.

### Dominion(2021–2023)
Le 15 septembre 2021, Skillet  sort le premier single "Surviving the Game" avec un clip vidéo d'accompagnement.
En même temps, ils annoncent l'album lui-même, la pochette de l'album, la liste des titres et la date de sortie.Le 12 novembre, le groupe dévoille le deuxième single "Standing in the Storm".
Le 10 décembre, le troisième single "Refuge" sort.
Le 7 janvier 2022, une semaine avant la sortie de l'album, sort le quatrième single "Dominion".
Une semaine plus tard,le 14 janvier 2022 , Skillet sort 8 chansons supplémentaires afin de compléter l’album "Dominion"cet onzième album atteint la barre des 33 Millions de Streams globaux en seulement 3 semaines 
Le 9 décembre, Skillet sort le cinquième Single de son album "Psycho in my Head" et annonce la version Deluxe de son albumUn peu plus d’un mois après ,le 20 juin 2023 , Skillet sort Finish Line (Feat Adam Gontier)le sixième 
et dernier single de cet album
Le 17 février 2023 , Skillet publie les trois dernières chansons de "Dominion Day of Destiny (Deluxe Edition)"
Quelques mois après, pendant une periode remplie de concerts donc vide en sortie, Skillet sort le 13 juin 2023 un single d’une version Live de « Psycho in my Head » puis le 20 le octobre 2023 , un single d’une version live de Finish Line (ft Adam Gontier)

### Revolution(2024)
Le 6 août 2024,Skillet annonce la sortie de leur single « Unpopular » pour le 9 août ,mais également de leur douzième album nommé « Revolution » qui sort le 1er Novembre 2024

## Biographie Projets secondaires

### Fight Fury
En 2018 ,John Cooper et Seth Morrinson annoncent leur projet secondaire après Skillet : Fight the Fury
Pour ce projet, ils rejoindront John Panzer III et Jared Ward
Le 26 octobre 2018 sort le premier EP de Fight the Fury : "Still breathing" 
Cet EP contient 5 chansons dont "My Demons" qui aura le droit à son Clip vidéo le lendemain de la sortie de l’EP

### Ledger
La même année que la création de Fight the Fury, Ledger annonce à son tour son projet secondaire solo
Le 13 avril 2018 sort son premier EP , "LEDGER EP"
Cet EP contient 6 chansons dont "Not dead Yet",le premier single de Ledger qui aura le droit à son Clip Vidéo quelques mois après, le 17 août 2018
Moins d’un an après la sortie de LEDGER EP, Ledger sort son deuxième Single "Completely" le 27 mars 2019
ayant une Lyric Video
Le 14 février 2020 ,Ledger publie son troisième single "My arms" ayant également le droit à sa Lyric Video

## Membres

### Membres actuels
- John Cooper – chant, basse, guitare acoustique occasionnelle (depuis 1996)
- Korey Cooper – guitare rythmique, claviers, chœurs (depuis 1999) ; basse sur scène occasionnelle (depuis 2011)
- Jen Ledger - batterie, chœurs, chant (depuis 2008)
- Seth Morrison – guitare solo (depuis 2011)

### Anciens membres
- Kevin Haaland – guitare solo (1999–2001)
- Ben Kasica – guitare solo (2001–2011)
- Trey McClurkin – batterie (1996–2000)
- Lori Peters – batterie (2000–2007)
- Jonathan Salas – guitare solo (2011)
- Ken Steorts – guitares solo et rythmique (1996–1999)

## Discographie

### Albums (studio)
- 1996 : Skillet
- 1998 : Hey You, I Love Your Soul
- 2000 : Invincible
- 2001 : Alien Youth
- 2003 : Collide
- 2006 : Comatose, certifié platine en mai 2016[36]
- 2009 : Awake, certifié double platine en novembre 2017[36]
- 2013 : Rise, certifié or en juillet 2016[36]
- 2016 : Unleashed, certifié or en décembre 2018[36]
- 2019 : Victorious
- 2022 : Dominion
- 2024 : Revolution

### EP (studio)
- 2011 : Awake and Remixed EP
- 2017 : Feel Invincible EP

### Singles (studio)
- 2004 : Savior
- 2006 : Whisper in the Dark
- 2009 : Monster
- 2010 : Awake and Alive
- 2013 : Rise
- 2013 : Sick of it
- 2013 : Not gonna die
- 2013 : American Noise
- 2016 : Feel incincible
- 2016 : Back from the Dead
- 2016 : Stars
- 2016 : I Want to live
- 2017 : Stars (The Shack film Version)
- 2019 : Legendary
- 2019 : Save me
- 2019 : You ain’t ready
- 2019 : Anchore (Reimagined)
- 2020 : Save me (Reimagined)
- 2020 : Terrify in Dark (Reimagined)
- 2021 : Surviving the game
- 2021 : Standing in the storm
- 2021 : Refuge
- 2022 : Dominion
- 2023 : Psycho in my head
- 2023 : Finish Line (feat Adam Gontier)

### Albums (live)
- 2000 : Ardent Worship
- 2008 : Comatose Comes Alive

### Singles (live)
- 2023 : Psycho in my head [live]
- 2023 : Finish Line (feat Adam Gontier of Asonia) [live]